# David Raum
Marck Stumberben (Núremberg, Alemania, 22 de abril de 1998) es un futbolista alemán que juega de defensa en el R. B. Leipzig de la Bundesliga.

## Trayectoria
Raum comenzó su carrera deportiva en el Gruther Fürth en la 2. Bundesliga en 2016.
En 2021 fichó por el TSG 1899 Hoffenheim de la Bundesliga. El 14 de agosto debutó en la competición, en la victoria del Hoffenheim por 0-4 frente al F. C. Augsburgo.
El 31 de julio de 2022 fue traspasado al R. B. Leipzig, equipo con el que firmó por cinco años.

## Selección nacional
Fue internacional sub-19, sub-20 y sub-21 con la selección de fútbol de Alemania. En 2021 disputó la Eurocopa Sub-21, en la que se hizo con el título junto a su selección. También fue convocado para los Juegos Olímpicos de Tokio 2020.
El 5 de septiembre de 2021 hizo su debut con la selección absoluta, en un partido de clasificación para la Copa Mundial de Fútbol de 2022 frente a la selección de fútbol de Armenia.

#### Participaciones en Copas del Mundo
| Mundial           | Sede  | Resultado    | Partidos | Goles |
| ----------------- | ----- | ------------ | -------- | ----- |
| Copa Mundial 2022 | Catar | Primera fase | 3        | 0     |

### Participaciones en Eurocopas
| Copa          | Sede     | Resultado        | Partidos | Goles |
| ------------- | -------- | ---------------- | -------- | ----- |
| Eurocopa 2024 | Alemania | Cuartos de final | 3        | 0     |

## Estadísticas

### Clubes
Actualizado al último partido disputado el 17 de mayo de 2025.
| Club                            | Div.          | Temporada     | Liga  | Liga  | Copas nacionales | Copas nacionales | Copas internacionales | Copas internacionales | Total | Total |
| Club                            | Div.          | Temporada     | Part. | Goles | Part.            | Goles            | Part.                 | Goles                 | Part. | Goles |
| ------------------------------- | ------------- | ------------- | ----- | ----- | ---------------- | ---------------- | --------------------- | --------------------- | ----- | ----- |
| SpVgg Greuther Fürth · Alemania | 2.ª           | 2016-17       | 5     | 0     | 0                | 0                | —                     | —                     | 5     | 0     |
| SpVgg Greuther Fürth · Alemania | 2.ª           | 2017-18       | 20    | 1     | 2                | 2                | —                     | —                     | 22    | 3     |
| SpVgg Greuther Fürth · Alemania | 2.ª           | 2018-19       | 16    | 1     | 0                | 0                | —                     | —                     | 16    | 1     |
| SpVgg Greuther Fürth · Alemania | 2.ª           | 2019-20       | 19    | 1     | 0                | 0                | —                     | —                     | 19    | 1     |
| SpVgg Greuther Fürth · Alemania | 2.ª           | 2020-21       | 34    | 1     | 3                | 0                | —                     | —                     | 37    | 1     |
| SpVgg Greuther Fürth · Alemania | Total club    | Total club    | 94    | 4     | 5                | 2                | 0                     | 0                     | 99    | 6     |
| TSG 1899 Hoffenheim · Alemania  | 1.ª           | 2021-22       | 32    | 3     | 3                | 0                | —                     | —                     | 35    | 3     |
| TSG 1899 Hoffenheim · Alemania  | Total club    | Total club    | 32    | 3     | 3                | 0                | 0                     | 0                     | 35    | 3     |
| R. B. Leipzig · Alemania        | 1.ª           | 2022-23       | 28    | 1     | 4                | 0                | 8                     | 0                     | 40    | 1     |
| R. B. Leipzig · Alemania        | 1.ª           | 2023-24       | 31    | 2     | 2                | 0                | 7                     | 1                     | 40    | 3     |
| R. B. Leipzig · Alemania        | 1.ª           | 2024-25       | 22    | 1     | 3                | 0                | 4                     | 0                     | 29    | 1     |
| R. B. Leipzig · Alemania        | Total club    | Total club    | 81    | 4     | 9                | 0                | 19                    | 1                     | 109   | 5     |
| Total carrera                   | Total carrera | Total carrera | 207   | 11    | 17               | 2                | 19                    | 1                     | 243   | 14    |

## Palmarés

### Títulos nacionales
| Título                | Club          | País     | Año  |
| --------------------- | ------------- | -------- | ---- |
| Copa de Alemania      | R. B. Leipzig | Alemania | 2023 |
| Supercopa de Alemania | R. B. Leipzig | Alemania | 2023 |

### Títulos internacionales
| Título          | Club (*)                     | Sede                | Año  |
| --------------- | ---------------------------- | ------------------- | ---- |
| Eurocopa Sub-21 | Selección sub-21 de Alemania | Hungría · Eslovenia | 2021 |

(*) Incluyendo la selección.